# Малахов, Казимир Людвигович
Казимир Людвигович Малахов (28 августа (9 сентября) 1899, Вязьма — 15 марта 1980, Москва) — русский и советский футболист, актёр.

## Биография
Родился в семье рабочего и медицинской сестры, которая вскоре перебралась в Москву. По собственным воспоминаниям в футбол начал играть в детском возрасте, в 1908 году, на асфальтированном дворе дома, где жил.
Профессионально в футбол начал играть в 15 лет — в 1914 году его приняли во вторую команду КФС (Кружка футболистов «Сокольники»). Спустя два года он играл в первой команде вместе с Николаем Денисовым и Александром Филипповым. В 1918 году Малахов перешёл в команду СКЗ (Спортивный клуб «Замоскворечье»), и с этого же времени играл за сборую Москвы в матчах против команд Германии, Турции, Норвегии, Финляндии.
В 1916 году поступил в Московскую мужскую гимназию Общества педагогов. Учился на драматическом отделении ГИТИСа, которое окончил в 1923 году.
Тяжелая травма на хоккейной площадке в 1924 году надолго вывела Малахова из строя. Работал вместе с Василием Топорковым в Театре революционной сатиры. Потом работал в театре миниатюр «Скворешник», в «Павлиньем хвосте» и «Синей блузе», в театре «Палас», где играл с Хенкиным и Гаркави, в Радиоцентре и «Мюзик-холл», в Московском театре оперетты, на эстраде ВГКО, был конферансье. Выступал с джаз-оркестром Александра Цфасмана. Залечив травму, играл в командах ОППВ, «Пищевики», «Трёхгорка», вёл общественную спортивную работу на Красной Пресне, Трёхгорной мануфактуре, позднее — во Всероссийских федерациях футбола и хоккея.
Награждён значком «Отличник физкультуры и спорта», грамотами Всесоюзного и Всероссийского советов Союза спортивных обществ и организаций.
В начале Великой Отечественной войны возглавил одну из первых концертных фронтовых бригад, сформированных из артистов «Всесоюзного гастрольно-концертного объединения». За годы войны коллектив под руководством Казимира Малахова дал около трёх тысяч концертов в частях Брянского, Западного, Воронежского и других фронтов. Награждён орденом Красной Звезды и четырьмя медалями.
Похоронен на Ваганьковском кладбище.

## Достижения
Чемпионат СССР
- Чемпион: 1923

Чемпионат РСФСР
- Вице-чемпион: 1924

Московская футбольная лига / Кубок КФС-Коломяги
- Чемпион: 1920 (о)
- Вице-чемпион (3): 1920 (в), 1922 (в), 1923 (в)
- Бронзовый призёр (4): 1918 (в), 1919 (в), 1919 (о), 1921 (о)

Кубок Тосмена
- Финалист: 1919, 1921

Список 33 лучших футболистов сезона в СССР
- Левый полузащитник № 3: 1923[a]

## Личная жизнь
Первая жена — Ольга Александровна Бялковская (брал фамилию жены).
Дочь Сюзанна Бялковская (1919—1999) — художник-постановщик анимационного кино, график. Однокурсница Евгения Мигунова, позже вышла замуж за Анатолия Сазонова. Работала на киностудии «Союзмультфильм» до начала 1950-х годов.